# Geographische Gebiete der Türkei

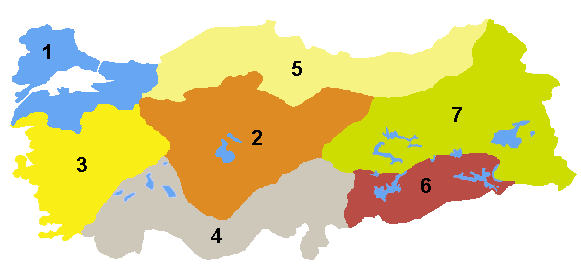
Regionen der Türkei: 1. Marmararegion, 2. Zentralanatolien, 3. Ägäisregion, 4. Mittelmeerregion, 5. Schwarzmeerregion, 6. Südostanatolien, 7. Ostanatolien

Als Geographische Gebiete der Türkei (türkisch Türkiye'nin coğrafi bölgeleri) oder auch Regionen der Türkei werden sieben türkische Regionen bezeichnet, die innerhalb der Grenzen der Türkei in den Landschaften Anatolien und Thrakien liegen.

## Einführung
Die Einteilung in sieben Regionen erfolgte vorwiegend nach ähnlichen klimatischen Merkmalen. Daher ist das Landschaftsbild und die Landnutzung der Gebiete innerhalb der jeweiligen Regionen sehr ähnlich geprägt. Jede Region unterscheidet sich daher in erster Linie durch ihr Klima (z. B. Schwarzmeerregion – gemäßigt) und außerdem durch ihre Flächennutzung (z. B. Marmarameer – Industrieregion, Ostanatolien – landwirtschaftlich geprägt), Lage, Vegetation, Fauna, Erdbeschaffenheiten (z. B. rote Erde, Waldfläche), geographische Eigenschaften (z. B. gebirgig).
Im Jahre 1941 fand in Ankara der 1. Geographiekongress statt. Viele Wissenschaftler legten nach langer Zusammenarbeit in diesem Kongress ihre Ergebnisse vor. Eines der Ergebnisse war die geographische Einteilung in sieben Regionen und 21 untergeordnete Teilregionen bzw. Gebiete/Bereiche. Diese Einteilung in geographische Gebiete der Türkei hat keine administrative und politische Bedeutung.
Vier der sieben Regionen wurden nach den anliegenden Meeren Ägäis, Schwarzes Meer, Mittelmeer und Marmarameer benannt. Die restlichen drei Regionen wurden nach ihrer geographischen Lage in Anatolien benannt: Zentral-, Ost- und Südostanatolien.

## Regionsbezeichnungen
Die Regionen sind:
| Region                                          | Lage | |
| ----------------------------------------------- | ---- | --- |
| Geographische Gebiete der Türkei                |      | Die Geographischen Gebiete sind nach ähnlichen klimatischen und kulturellen Merkmalen eingeteilt. |
| Marmararegion (tr: Marmara Bölgesi)             |      | Die Marmararegion ist mit einer Fläche von 67.000 km² das kleinste, jedoch bevölkerungsreichste der sieben Gebiete. In ihr liegt der gesamte europäische Teil der Türkei (Ostthrakien) und das Gebiet um Istanbul. |
| Ägäisregion (tr: Ege Bölgesi)                   |      | Die Ägäisregion ist mit einer Fläche von 79.000 km² das fünftgrößte der sieben geographischen Gebiete der Türkei.                                                                                                  |
| Mittelmeerregion (tr: Akdeniz Bölgesi)          |      | Die türkische Mittelmeerregion (wörtlich: „Weißes-Meer-Gebiet“) belegt mit einer Fläche von 120.000 km² sowohl im Flächen- als auch im Bevölkerungsvergleich den 4. Platz.                                         |
| Zentralanatolien (tr: Iç Anadolu Bölgesi)       |      | Zentralanatolien ist mit einer Fläche von 151.000 km² das zweitgrößte der sieben Gebiete. |
| Schwarzmeerregion (tr: Karadeniz Bölgesi)       |      | Die türkische Schwarzmeerregion stellt etwa 18,1 % des Staatsterritoriums dar. Mit einer Fläche von 141.000 km² belegt sie im Flächenvergleich den 3. Platz.                                                       |
| Ostanatolien (tr: Doğu Anadolu Bölgesi)         |      | Ostanatolien ist flächenmäßig das größte und bevölkerungsmäßig das kleinste der sieben geographischen Gebiete. |
| Südostanatolien (tr: Güneydoğu Anadolu Bölgesi) |      | Südostanatolien ist mit einer Fläche von 75.000 km² das zweitkleinste der sieben Gebiete. |

## Statistische Angaben
| Region            | Fläche in (km²) | Einwohnerdichte (Einw./km²) | Einwohnerzahl (2000) | Bevölkerungswachstum (%) | Anteil an der Türkei (Fl. %) |
| ----------------- | --------------- | --------------------------- | -------------------- | ------------------------ | ---------------------------- |
| Türkei            | 780.000         | 87                          | 72.803.927           | 1,5                      | 100                          |
| Ägäisregion       | 79.000          | 113                         | 8.938.781            | 1,629                    | 10                           |
| Marmararegion     | 67.000          | 259                         | 17.365.027           | 2,669                    | 8                            |
| Mittelmeerregion  | 120.000         | 73                          | 8.706.005            | 2,143                    | 15                           |
| Ostanatolien      | 163.000         | 38                          | 6.137.414            | 1,375                    | 21                           |
| Schwarzmeerregion | 141.000         | 60                          | 8.439.213            | 0,365                    | 18                           |
| Südostanatolien   | 75.000          | 88                          | 6.608.619            | 2,479                    | 9                            |
| Zentralanatolien  | 151.000         | 77                          | 11.608.868           | 1,578                    | 19                           |

## Klimadaten
| Region            | Durchschnittliche Temperatur (°C) | Höchsttemperatur (°C) | Tiefsttemperatur (°C) | Durchschnittliche Feuchtigkeit (mg) | Durchschnittlicher Niederschlag (mm) |
| ----------------- | --------------------------------- | --------------------- | --------------------- | ----------------------------------- | ------------------------------------ |
| Ägäisregion       | 15,4                              | 48,5                  | −45,6                 | 60,9                                | 569,0                                |
| Marmararegion     | 13,5                              | 44,6                  | −27,8                 | 71,2                                | 654,3                                |
| Mittelmeerregion  | 16,4                              | 45,6                  | −33,5                 | 63,9                                | 706,0                                |
| Ostanatolien      | 9,7                               | 44,4                  | −45,6                 | 60,9                                | 569,0                                |
| Schwarzmeerregion | 12,3                              | 44,2                  | −32,8                 | 70,9                                | 828,5                                |
| Südostanatolien   | 16,5                              | 48,8                  | −24,3                 | 53,4                                | 584,5                                |
| Zentralanatolien  | 10,6                              | 41,8                  | −36,2                 | 62,6                                | 392,0                                |

## Klassifikation
Die Geographie der Türkei teilt sich in zwei Landschaften, sieben Regionen und 21 Teilregionen bzw. Gebiete/Bereiche:
- Türkei: Anatolien, Ostthrakien
  - Akdeniz Bölgesi – Region Mittelmeerregion
    - Antalya Bölümü – Bereich Antalya
    - Adana Bölümü – Bereich Adana

  - Doğu Anadolu Bölgesi – Region Ostanatolien
    - Erzurum-Kars Bölümü – Bereich Erzurum-Kars
    - Yukarı Fırat bölümü – Oberer Bereich Euphrat
    - Yukarı Murat-Van Bölümü – Oberer Bereich Murat-Van
    - Hakkari Bölümü – Bereich Hakkâri

  - Ege Bölgesi – Region Ägäis/Ägäische Region
    - Asıl Ege Bölümü – Bereich der wirklichen Ägäis
    - İçbatı Anadolu Bölümü – Innerer Bereich zu Anatolien

  - Güneydoğu Anadolu Bölgesi – Region Südostanatolien
    - Orta Fırat Bölümü – Mittlerer Bereich Euphrat
    - Dicle Bölümü – Bereich Tigris

  - İç Anadolu Bölgesi – Region Zentralanatolien
    - Konya Bölümü – Bereich Konya
    - Yukarı Sakarya Bölümü – Bereich oberhalb der Sakarya
    - Orta Kızılırmak Bölümü – Mittlerer Bereich des Kızılırmak
    - Yukarı Kızılırmak Bölmü – Bereich oberhalb des Kızılırmak

  - Karadeniz Bölgesi – Region Schwarzmeerregion
    - Batı Karadeniz Bölgesi – westliche Schwarzmeerregion
    - Orta Karadeniz Bölgesi – zentrale Schwarzmeerregion
    - Doğu Karadeniz Bölgesi – östliche Schwarzmeerregion

  - Marmara Bölgesi – Region Marmara
    - Yıldız Dağları Bölümü – Yıldız-Berge
    - Ergene Bölümü – Bereich Ergene
    - Güney Marmara Bölümü – Bereich des Südmarmara
    - Çatalca-Kocaeli Bölümü – Bereich Çatalca-Kocaeli

## Provinzen
Die Kommunalverwaltung ist in der Türkei in 81 Provinzen unterteilt. Da diese Einteilung nur politisch ist, befinden sich manche Provinzen in mehreren geographischen Gebieten, z. B. liegt die Provinz Konya sowohl in der Mittelmeerregion als auch in Zentralanatolien. Hier sind die Provinzen der geographischen Region untergeordnet, in der sie flächenmäßig größtenteils liegen.
| Akdeniz Bölgesi 1. Adana 2. Antalya 3. Burdur 4. Hatay 5. Isparta 6. Mersin 7. Osmaniye 8. Kahramanmaraş Doğu Anadolu Bölgesi 1. Ağrı 2. Ardahan 3. Bingöl 4. Bitlis 5. Elazığ 6. Erzincan 7. Erzurum 8. Hakkari 9. Iğdır 10. Kars 11. Malatya 12. Muş 13. Tunceli 14. Van 15. Şırnak | Ege Bölgesi 1. İzmir 2. Manisa 3. Aydın 4. Denizli 5. Kütahya 6. Afyonkarahisar 7. Uşak 8. Muğla Güneydoğu Anadolu Bölgesi 1. Adıyaman 2. Batman 3. Diyarbakır 4. Gaziantep 5. Kilis 6. Mardin 7. Siirt 8. Şanlıurfa | Iç Anadolu Bölgesi 1. Aksaray 2. Ankara 3. Çankırı 4. Eskişehir 5. Karaman 6. Kırıkkale 7. Kırşehir 8. Konya 9. Nevşehir 10. Niğde 11. Sivas 12. Yozgat 13. Kayseri Marmara Bölgesi 1. Edirne 2. Kırklareli 3. Tekirdağ 4. İstanbul 5. Kocaeli 6. Yalova 7. Sakarya 8. Bilecik 9. Bursa 10. Balıkesir 11. Çanakkale | Karadeniz Bölgesi 1. Rize 2. Trabzon 3. Artvin 4. Sinop 5. Tokat 6. Çorum 7. Amasya 8. Samsun 9. Zonguldak 10. Bolu 11. Düzce 12. Karabük 13. Sivas zum Teil 14. Bartın 15. Kastamonu 16. Bayburt 17. Giresun 18. Gümüşhane 19. Ordu |